# Drosophila silvestris
Drosophila silvestris este o specie de muște din genul Drosophila, familia Drosophilidae. A fost descrisă pentru prima dată de Perkins în anul 1910. Conform Catalogue of Life specia Drosophila silvestris nu are subspecii cunoscute.